# Riny Blaaser
Catharina Johanna (Riny) Blaaser (Amsterdam, 11 augustus 1920 – Amsterdam, 2 augustus 2009) was een Nederlands toneel- en televisieactrice.
Blaaser was een telg uit de theaterfamilie Nooy/Blaaser. Ze was een buitenechtelijke dochter van de actrice Rina Blaaser en de acteur Jan Nooy, een halfzuster van Beppie Nooij en een volle nicht van onder anderen Jan Blaaser. Op twaalfjarige leeftijd debuteerde ze op het toneel bij Nooy's Volkstheater. Gedurende haar loopbaan hield ze zich naast het acteren bezig met het produceren en regisseren van voorstellingen.
Vanaf 1948 speelde ze bij Het Vrolijk Toneel, een gezelschap waarvan ze uiteindelijk de leiding overnam en de naam veranderde in het Amstel Toneel. Met dit gezelschap speelde zij vele stukken, waarvan het merendeel voor de jeugd. Voor dit werk werd Blaaser door koningin Juliana benoemd tot Ridder in de Orde van Oranje-Nassau.
Rond 1986 verliet ze het Amstel Toneel uit onvrede met het beleid van de Raad voor de Kunst, die van mening was dat het gezelschap zich inhoudelijk moest vernieuwen en daar de eventuele toekenning van een subsidie aan verbond. Met haar zoon Herry Hubert richtte ze Jeugdkomedie Amsterdam op, een ongesubsidieerde toneelgroep die zich richtte op voorstellingen voor de jeugd. In 1993 ontving ze voor haar rol binnen de toneelwereld de Schouwburgpenning, een onderscheiding van de Vereniging van Schouwburg- en Concertgebouw Directies (VSCD). Nadat de Jeugdkomedie Amsterdam ophield te bestaan, leidde Blaaser een teruggetrokken leven in Amsterdam-Zuid. Haar tweede echtgenoot, de acteur Jos Manche overleed in 1997; haar zoon Herry in 2008.
Riny Blaaser overleed in de zomer van 2009 in haar woning aan de Amsterdamse Vrijheidslaan en werd begraven op de Amsterdamse begraafplaats Zorgvlied in het graf waarin eerder haar moeder, haar tweede echtgenoot en haar zoon waren begraven.